# فرانز كوفمان
فرانز كوفمان (بالألمانية: Franz Kaufmann)‏ هو محامي ألماني، ولد في 5 يناير 1886 في برلين في ألمانيا، وتوفي في 17 فبراير 1944 في معسكر اعتقال ساكسنهاوزن في ألمانيا بسبب إعدام رميا بالرصاص.